# Georgia Brown
Georgia Brown (Whitechapel, Anglaterra 21 d'octubre de 1933 - Londres, 5 de juliol de 1992) fou una cantant i actriu anglesa.

## Biografia
Georgia Brown, nascuda Lillian Klot, va néixer i va créixer a l'East End de Londres. Filla de Mark i Annie (nascuda Kirshenbaum) Klot, Brown va créixer en una gran família jueva d'Europa de l'Est. El seu pare treballava en una fàbrica tèxtil i a una casa d'apostes. Brown va assistir a la Central Foundation Grammar School. Durant el Blitz de Londres, va ser evacuada al poble miner de Six Bells al sud de Gal·les.

### Carrera
Durant la seva carrera inicial com a cantant a nightclubs, va adoptar el nom professional de Georgia Brown fent referència a dos dels seus temes de repertori favorits: "Sweet Georgia Brown" i "Georgia on My Mind". Brown va ser companya de pis de la cantant Annie Ross amb qui va formar la meitat d'un quartet vocal conegut com a Lambert, Hendricks, Ross & Brown. Brown va abandonar el quartet, que es va convertir en el famós trio Lambert, Hendricks & Ross.
Després d'un intent de carrera discogràfica, amb tres senzills que passaren desapercebuts publicats a Decca Records el 1955, Brown es va traslladar al teatre musical; un dels seus primers crèdits va ser el Folies Bergeres de Bernard Delfont al Prince of Wales Theatre. El paper que la va llençar va ser el de Lucy al revival del 1956 al West End de The Threepenny Opera al Royal Court Theatre, paper que va repetir a l'any següent, quan es va unir a l'elenc de la reeixida producció al off-Broadway.
El paper estel·lar de Brown va ser el de Nancy al musical Oliver!, un paper que va crear en la producció original de Londres del 1960. La primera vegada que va entrar a fer una audició per a l'autor i compositor del musical, Lionel Bart, la va reconèixer com a veïna de la infància i la va saludar com a "Lily Klot". La seva posterior audició va fer que li atorgués el paper de Nancy. Bart havia concebut aquest paper amb l'esperança que la cantant Alma Cogan el fes. No obstant això, es va informar que després d'haver llançat a Brown com a Nancy, va compondre els números "As Long as He Needs Me" and "It's a Fine Life" pensant específicament en ella. Va repetir el paper de Nancy a la producció d'Oliver! de Broadway del 1963, guanyant una nominació al Premi Tony per la seva actuació, i la seva veu se sent tant en els enregistraments originals del repartiment de West End com de Broadway.
El 9 de febrer de 1964, va aparèixer a The Ed Sullivan Show amb Davy Jones, de 18 anys (abans dels Monkees), recreant dues escenes del musical que es mostrava llavors a Broadway. Va ser la mateixa nit que els Beatles van fer la seva primera aparició en directe als Estats Units al programa. El paper de Nancy en la versió cinematogràfica va ser per a l'amiga de Brown Shani Wallis.
Després d'una estada a Maggie May el 1965, Brown es va concentrar en la pantalla durant més d'una dècada. Va aparèixer com a cantant a A Study in Terror (1965), seguida de diverses pel·lícules, com ara The Fixer (1968), Lock Up Your Daughters (1969), The Raging Moon (1971), per la qual va ser nominada al premi BAFTA),), Running Scared (1972), Nothing But the Night (1973), Tales That Witness Madness (1973), Galileo (1975), The Seven-Per-Cent Solution (1976) and The Bawdy Adventures of Tom Jones (1976).
També va aparèixer en diversos drames televisius, inclosa l'aclamada sèrie de la BBC The Roads to Freedom, una adaptació de la trilogia de Jean-Paul Sartre de 1970 per a la qual va cantar el tema "La route est dure".
Brown va fer una aparició excepcional memorable com a radical Bloomsbury en un episodi de 1971 de Upstairs, Downstairs, va interpretar a la cantant de music hall Marie Lloyd a la sèrie The Edwardians del 1972 i va prendre el paper de Mrs Peachum a The Rebel, un drama biogràfic de 1975, un dels quatre sobre Benjamin Franklin.
Tot i el seu èxit en aquests papers, Brown no estava satisfeta amb la relativa escassetat de parts significatives per a dones en el drama televisiu. Va expressar la seva insatisfacció a la BBC i se li va dir que identifiqués una sèrie en la qual li agradaria estar. Van seguir discussions entre Brown i l'editor de guions Midge Mackenzie, i la parella va idear la idea d'un drama que narrés la lluita pel sufragi femení a finals del segle xix i la Gran Bretanya de principis del segle xx. Brown va comptar amb l'ajut de la productora Verity Lambert, i les tres dones van obtenir l'aprovació de la BBC. En el moment de realitzar el projecte, Brown i els seus col·legues van trobar que havien d'eliminar una sèrie d'idees errònies i imprecisions dels guions escrits per escriptors masculins. Brown es va referir a aquests com "el punt de vista masculí".
Shoulder to Shoulder es va emetre per primera vegada en sis parts el 1974. Brown Brown (i altres) van cantar el tema de la sèrie "The March of the Women", i va assumir el paper de l'activista de la classe treballadora Annie Kenney, al costat de Siân Phillips i Angela Down, com Emmeline i Sylvia Pankhurst, respectivament.
L'episodi que tracta més de prop d'Annie Kenney va ser escrit per Alan Plater, que havia escrit el drama del 1972 sobre Marie Lloyd (interpretat per Brown) i la seva participació a la vaga d'artistes de music hall de 1907 a The Edwardians. Shoulder to Shoulder continua sent molt considerat com un intent de transmetre un episodi important tant de la història feminista com de la història de la dissidència i la desobediència civil de Gran Bretanya.
El 1974 va aparèixer a The Good Old Days, de la BBC TV, recreant més actuacions de music hall; el 1961, havia enregistrat un àlbum de cançons de music hall amb la Ted Heath Band, titulat A Little of What You Fancy.
Brown va tornar a Broadway per unir-se al repartiment de la llarga revista Side by Side by Sondheim l'octubre de 1977, en substitució de Bonnie Schon. El 1979, va crear el paper principal en el fracassat musical d'Alan Jay Lerner i Burton Lane, Carmelina, que es va presentar a Broadway durant 17 representacions.
Va fer una gira per Gran Bretanya a Georgia Brown and Friends, després va portar la revista a Broadway al Nederlander Theatre per a una estada limitada del 15 d'octubre del 1982 al 21 d'octubre de 1982.
El 1984 va assumir el paper principal de Dorothy Brock al musical 42nd Street del Theatre Royal, Drury Lane de Londres. El 1987, el musical de Gilbert Becaud Roza, sota la direcció de Hal Prince, es va tancar després de només 12 representacions. La seva interpretació de Mrs. Peachum en el revival de The Threepenny Opera a Broadway el 1989 li va valer una altra nominació al premi Tony. Brown es pot escoltar al CD Mack & Mabel a Concert (1988), on es canta "Time Heals Everything".
En els darrers anys, es va limitar a concerts, aparicions de cabaret i aparicions com a convidada en sèries de televisió com as Great Performances, Murder, She Wrote i Cheers; va obtenir una nominació als premis Emmy pel seu paper com a assessora espiritual de Carla Tortelli, Madame Lazora, el 1990, i va tornar a reproduir el paper el 1991. Va fer dues aparicions a Star Trek: The Next Generation ("New Ground" i "Family") interpretant Helena Rozhenko, la mare adoptiva de Worf.
A més d'alguns àlbums de repartiment originals, Brown va gravar diversos àlbums en solitari, incloent Georgia Brown Sings Kurt Weill (Decca LK4509, acompanyament dirigit per Ian Fraser) i Georgia Brown Sings Gershwin.

## Vida personal
El 1974, Brown es va casar amb el productor Gareth Wigan, amb qui havia estat relacionada durant almenys set anys; la parella es va casar per agilitar l'emigració d'ells mateixos i del seu fill Jonathan (llavors de sis anys) als Estats Units.
Brown i Wigan es van separar el 1979, i el divorci es va convertir en definitiu el 1981 després d'una prolongada disputa legal.

## Mort
Brown va morir a l'edat de 58 anys a Londres el 5 de juliol de 1992. Tot i que s'havia convertit en resident permanent dels Estats Units i va viure a Hollywood, havia volat a Londres per aparèixer a un homenatge a Sammy Davis, Jr. que s'havia de fer al teatre Drury Lane. Abans de la data de l'homenatge es va posar malalta i va ser operada d'urgència per extirpar una obstrucció intestinal al Charing Cross Hospital on va morir per complicacions. Va ser enterrada al cementiri del parc memorial Mount Sinai .